# Viticulture en Grande-Bretagne

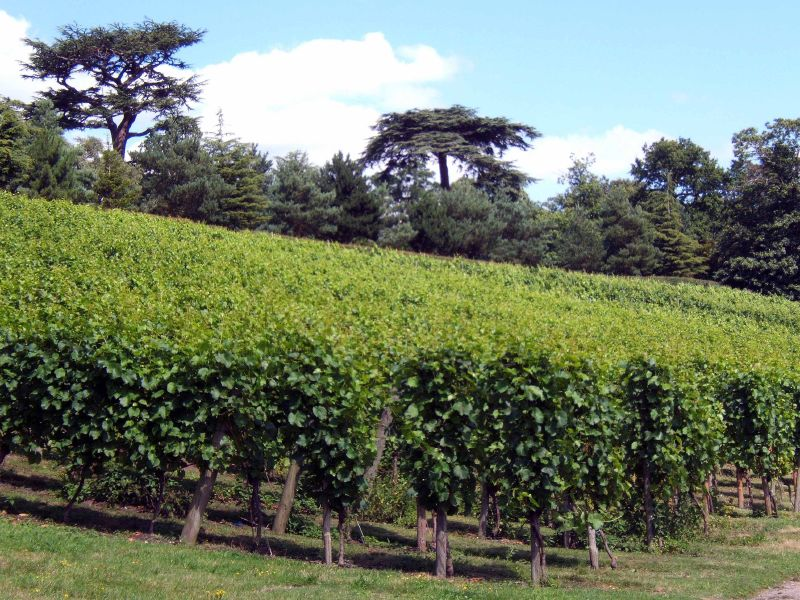
Vignoble de Painshill Park

Il y a eu une véritable viticulture en Grande-Bretagne il y a quelques centaines d'années mais il n'en reste que peu de choses actuellement. Néanmoins, les Britanniques sont en général très intéressés, voire passionnés, par tout ce qui concerne le vin, et ce depuis des siècles. On peut citer Hambledon vineyard comme le précurseur de la viticulture moderne britannique dans les années 1950.
Les zones géographiques et climatiques de la Grande-Bretagne ne sont pas les meilleures pour la culture de la vigne (étés doux et humides). Il est cependant possible, du fait du réchauffement climatique, que la culture de la vigne devienne plus aisée dans le futur.

## Conditions de production

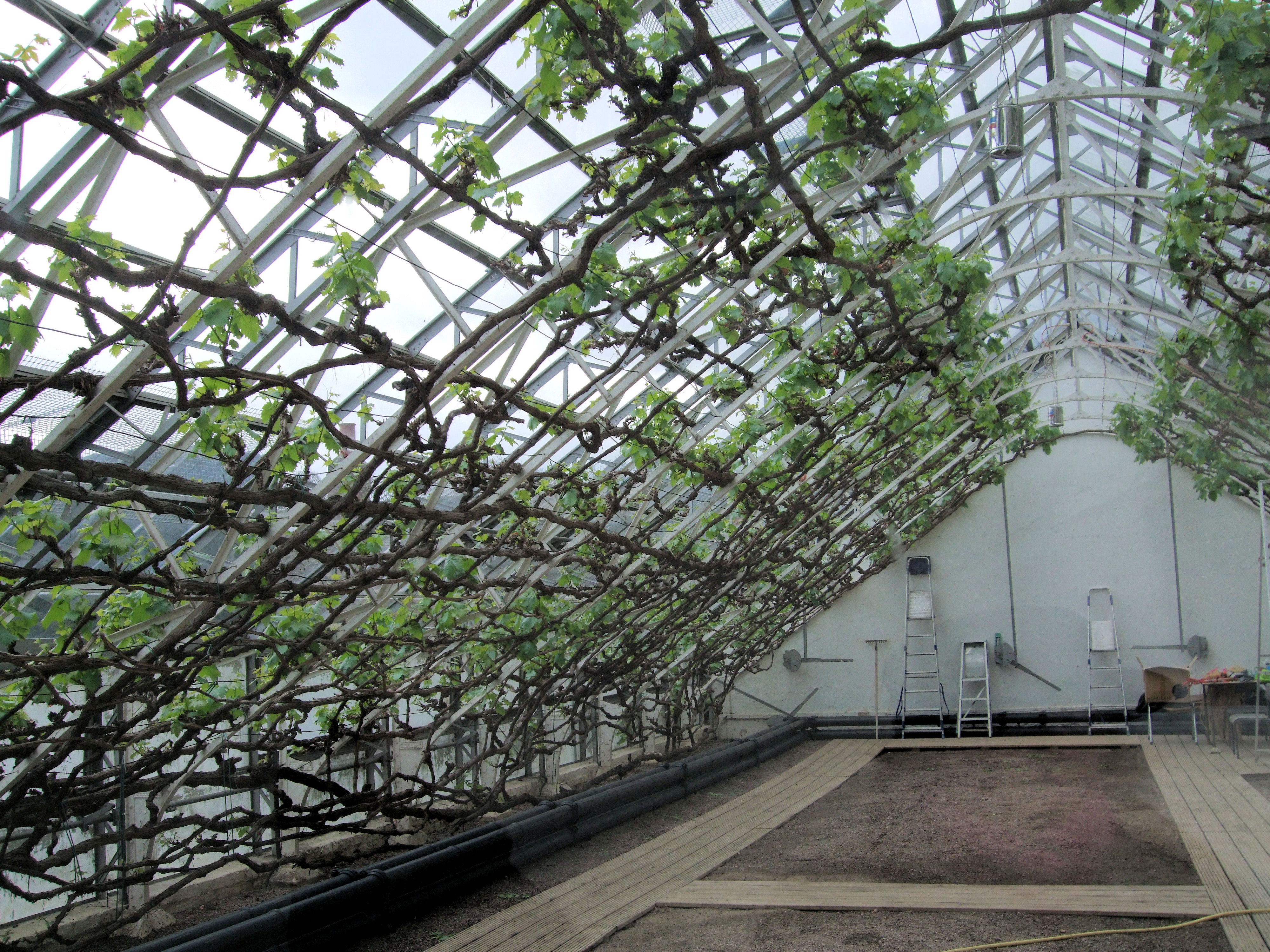
Vignes sous serre à Great Vine House, Hampton Court, Londres

Il existe néanmoins quelques vignobles en Grande-Bretagne. En 2009, on recense 115 caves productrices de vin et environ 400 exploitations viticoles (voir plus loin, les chiffres communiqués par le syndicat britannique des producteurs).
Bien que la majeure partie du vignoble se trouve dans le sud de l'Angleterre, on trouve quelques vignobles au Pays de Galles, dans le Yorkshire et jusqu'à Durham (Renishaw Hall Vineyard).
- Les vendanges sont très tardives, jamais avant la fin octobre, voire novembre.
- la viticulture est confrontée à beaucoup de difficultés dues au climat (pourriture, gel de printemps, manque de maturité).
- les exploitants se sont adaptés en s'intéressant aux vins effervescents (plus faciles à élaborer sous ce climat qu'un grand vin rouge tannique et mûr).

## Cépages
Il y a beaucoup de cépages allemands et français : Pinot Noir, Dunkelfelder, Regent, Faberrebe, Bacchus, Reichensteiner, Madeleine Angevine, Auxerrois, Rondo, Seyval blanc, Chardonnay, riesling, Roter Elbling, Elbling, Optima, Pinot blanc, Ehrenfelser, Ortega, Pinot Meunier, Müller-Thurgau, Huxelrebe, Phoenix, Kernling, Triomphe d'Alsace, Merlot, Scheurebe, Schönburger, Cascade et Léon Millot.

## Principaux vignobles de Grande-Bretagne
| Comté Vignoble - Bedfordshire Warden Abbey - Berkshire Stanlake Park - Buckinghamshire Cave Vineyards - Cambridgeshire Chilford Hall Vineyard - Cornouailles Bosue Vineyard Camel Valley Vineyards Polgoon - Derbyshire Renishaw Hall - Devon Kenton Vineyard Oakford Vineyard (Exmoor) Old Walls Vineyard Pebblebed Vineyard Sharpham Vineyard Yearlstone Vineyard - Dorset Bride Valley Furleigh Estate Purbeck Vineyard Sherborne Castle Estates Vineyard - Durham Renishaw Hall Vineyard - Essex Bardfield Vineyard Carter's Vineyards New Hall Vineyards Sandyford - Gloucestershire Strawberry Hill Thornbury Castle Three Choirs Vineyards - Hampshire Beaulieu Vineyard Coach House Danebury Vineyard Embley Wine Jenkyn Place Marlings Vineyard Priors Dean Setley Ridge Somborne Valley Titchfield Vineyard Waitrose Estate Wickham Vineyard Wooldings Vineyard - Herefordshire Beeches Vineyard Frome Valley Vineyard - Hertfordshire Beeches Vineyard Broadfield Court Frome valley Hazel End Vineyard Lulham Court - Isle of Jersey La Mare - Île de Wight Rosemary Vineyard - Isles of Scilly St Martin's Vineyard - Kent Barnsole Vineyard Lamberhurst Vineyard Tenterden Vineyard - Leicestershire Chevelswarde Vineyard Weland Valley - Northamptonshire Fleurfields New Lodge - Nottinghamshire Eglantine - Oxfordshire Pheasants Ridge - Shropshire Ludlow Vineyards Wroxeter Roman - Somerset Dunkery Vineyard (Exmoor) Oatley Vineyard - Staffordshire Buzzard Valley Halfpenny Green - Suffolk Bruisyard Ickworth Oak Hill Wines Shawsgate Wissett Wines - Surrey Denbies Wine Estate Godstone Vineyards - Sussex de l'Est Battle Wine Estate Carr Taylor Vineyards Davenport Vineyard Neill's Vineyard Plumpton College Vineyard Ridgeview Wine Estate Sedlescombe Organic Vineyard - Sussex de l'Ouest Bookers Vineyard - Warwickshire Welcombe Hills - Wiltshire Beckett's Vineyard Quoins Organic Wylye Valley Vineyard - Worcestershire Astley Vineyards Rose Bank Tiltridge Vineyard, Upton upon Severn - Yorkshire Leventhorpe | Comté Vignoble - Monmouthshire Ancre Hill Bryn Ceiliog Glyndwr Llanerch Vineyard Parva Farm Sugarloaf Vineyard Wernddu Wine - Pembrokeshire Cwm Deri Vineyard Jabajak Vineyard Penarth Vineyard - North Wales Llanbadrig Ty Croes Vineyard Worthenbury Vineyard |

## Types de vins

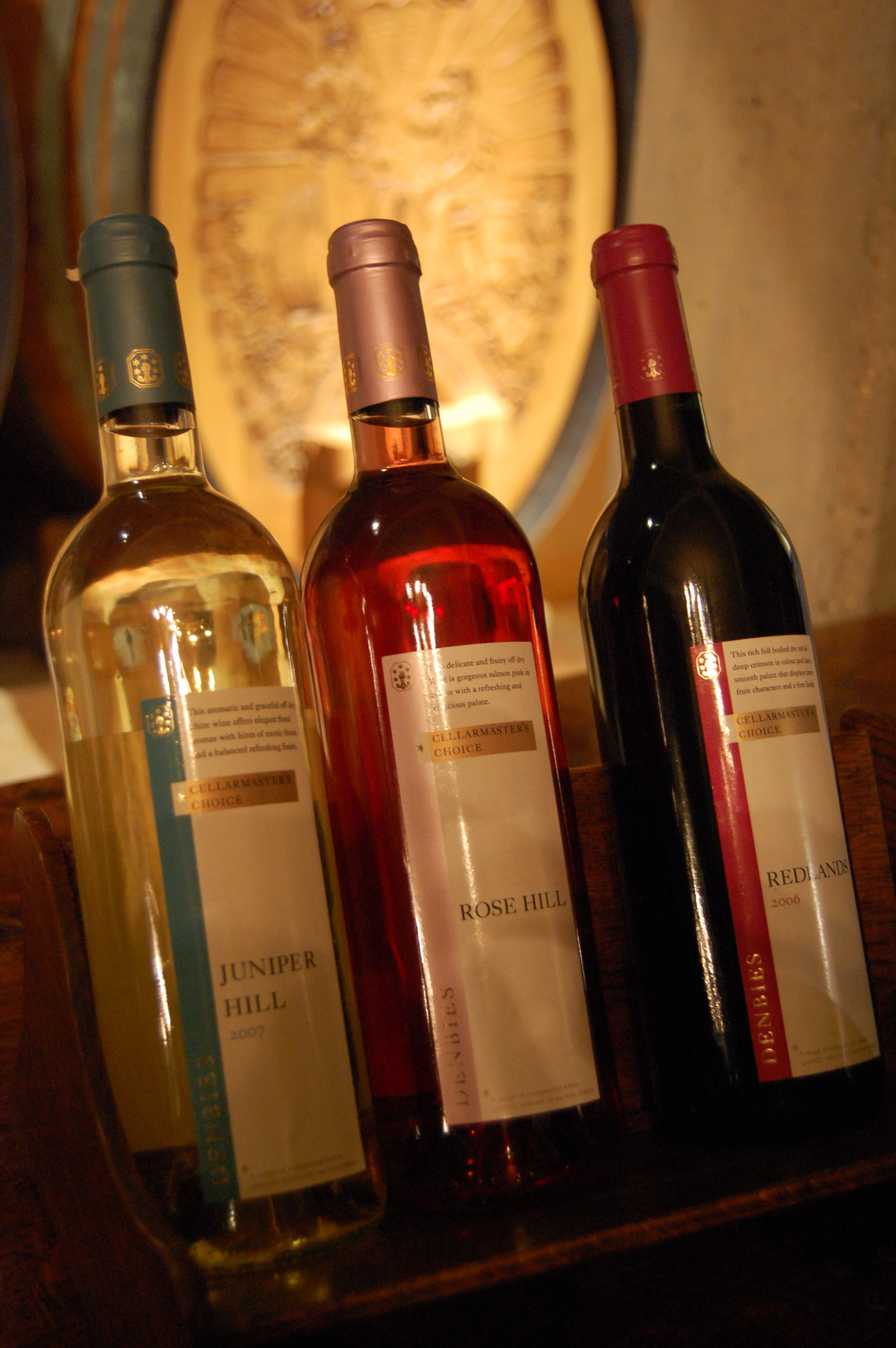
Vins britanniques blanc, rosé et rouge
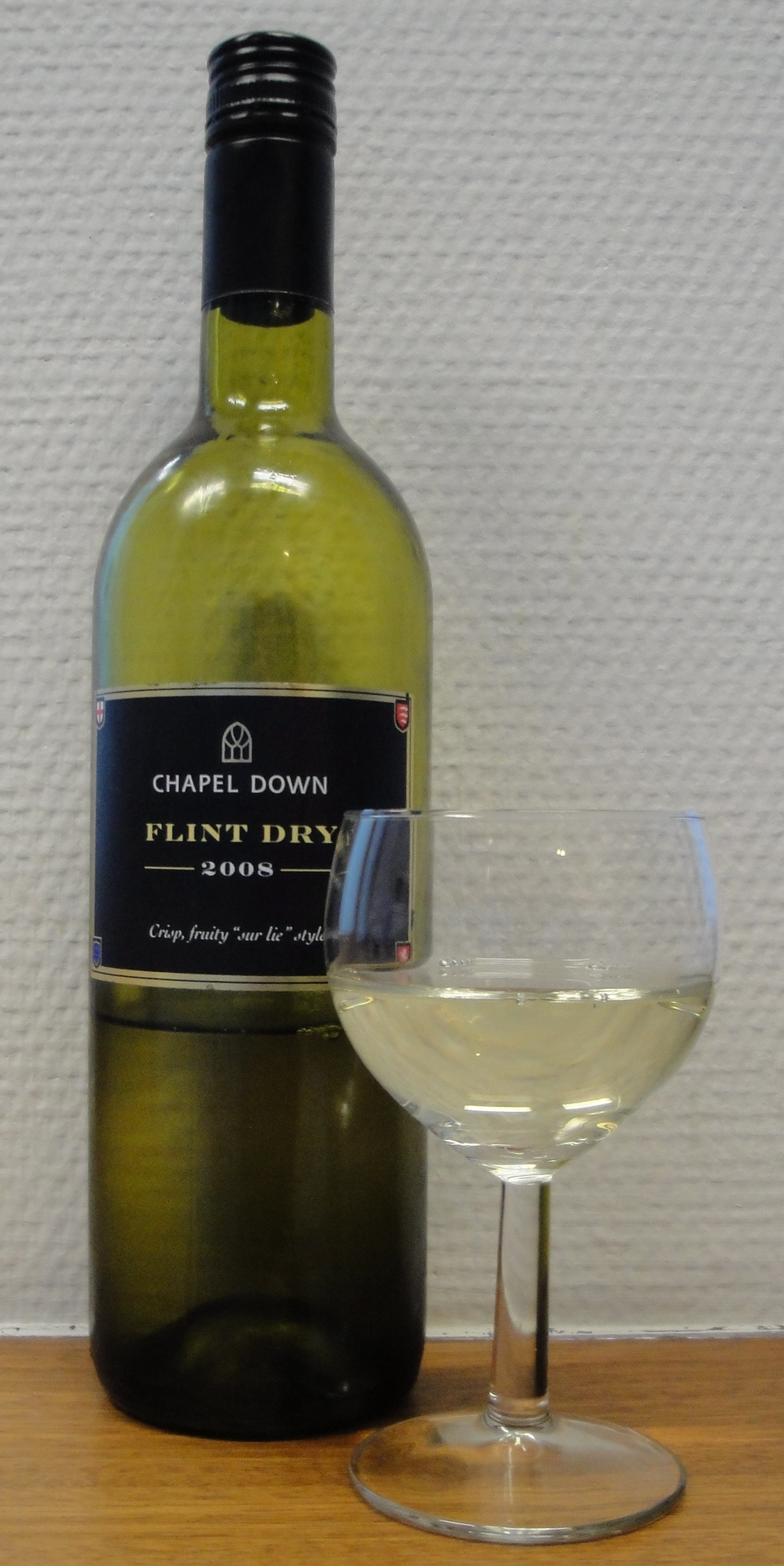
Vin du Kent

### Marché intérieur

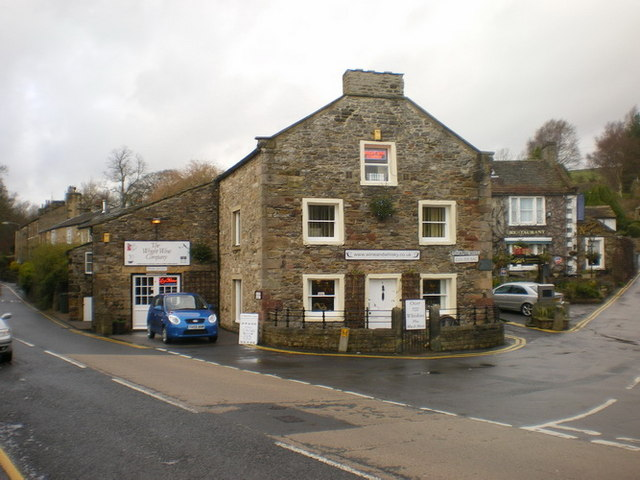
The Wright Wine Company, près de Skipton, Yorkshire du Nord

### Exportation

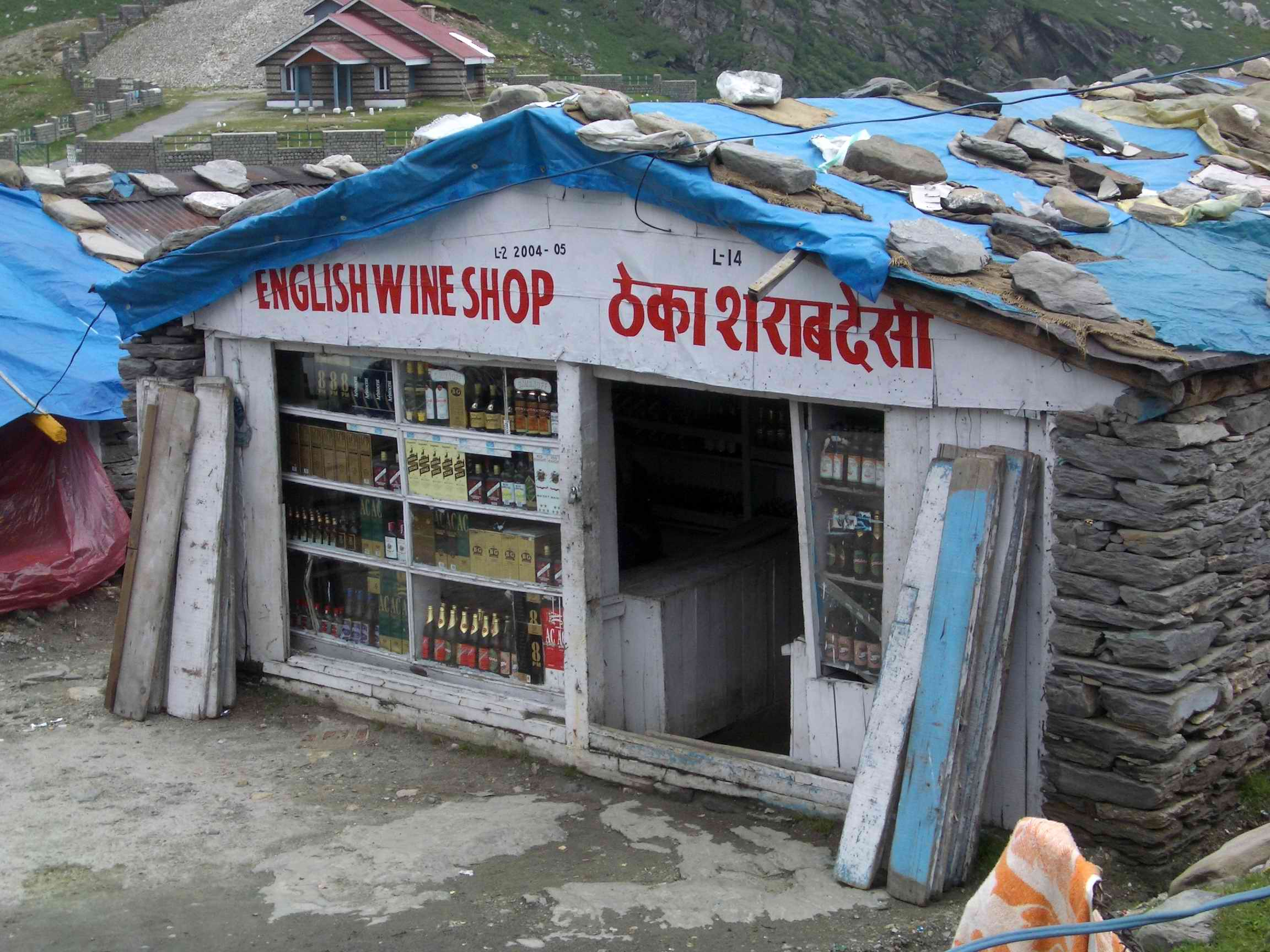
English Wine Shop, sur le Rohtang Pass, au nord de l'Inde

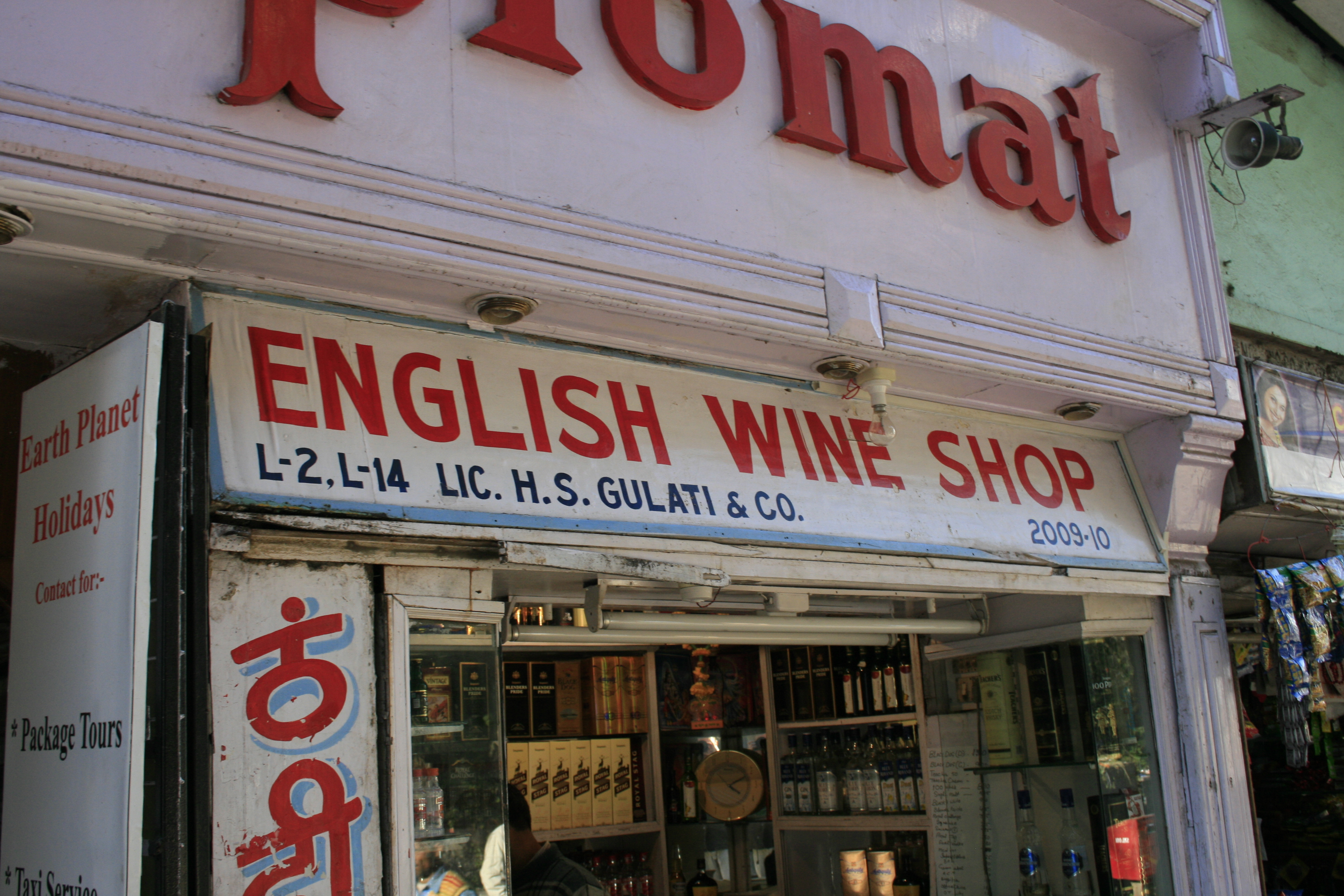
English Wine Shop à Shimla, au nord de l'Inde